# پژواک‌هایی از یک امپراتوری تاریک
پژواک‌هایی از یک امپراتوری تاریک (آلمانی: Echos aus einem düsteren Reich) فیلمی در ژانر مستند به کارگردانی ورنر هرتسوک است که در سال ۱۹۹۰ منتشر شد. از بازیگران آن می‌توان به ژان-بدل بوکاسا (امپراتور امپراتوری آفریقای مرکزی) و ورنر هرتسوک اشاره کرد.